# Ernst Rudolf Bierling
Ernst Rudolf Bierling (Zittau, 7 gennaio 1841 – Greifswald, 8 novembre 1919) è stato un giurista tedesco È considerato il principale esponente della teoria del riconoscimento, la quale ritiene di stabilire la validità giuridica di una norma con il riconoscimento di questa da parte degli stessi consociati di pari grado giuridico.

## Biografia
Figlio di un avvocato di Zittau, studiò legge a Lipsia e divenne avvocato a Zittau nel 1868. Durante i suoi studi, nell'estate del 1859 divenne membro dei Deutsche_Sängerschaft. Nel 1871 si recò a Gottinga per svolgere il lavoro di docente privato. Nel 1873 divenne professore ordinario di diritto canonico e diritto penale all'Università di Greifswald; incarico che mantenne fino al 1901.
Dal 1878 al 1899 Bierling fu membro del Sinodo provinciale della Pomerania e nel 1875 e 1884-1902 membro del Sinodo generale della Chiesa evangelica regionale delle antiche province della Prussia. Dal 1881 al 1885 fu membro conservatore della Camera dei rappresentanti prussiana. Nel 1889, in occasione della presentazione dell'Università di Greifswald, fu nominato membro a vita del maniero prussiano come successore del defunto Eduard Baumstark. Gli venne conferito anche il titolo di consigliere privato di giustizia.